# X-29 (航空機)
X-29
正面から見たX-29A
- 用途：実験機
- 製造者：グラマン社
- 運用者： アメリカ合衆国（DAPDA）
- 初飛行：1984年12月14日
- 生産数：2機

X-29はアメリカ合衆国のグラマン社によって2機が製作された実験用航空機（実験機）である。X-プレーンズのひとつ。前進翼をはじめとする多くの新技術を実証した。

## 概要
一見してわかる最大の特徴は前進翼とカナード翼である。
前進翼では翼の根元あるいは機体の重心位置で失速が始まっても翼端には気流が残っているため原理的に失速限界が高く、また横滑りの際風上側の翼の方が風向に対して翼幅が小さくなるために揚力が小さくなる負の上反角効果を起こす空気力学的不安定さを持つ。このためフライ・バイ・ワイヤを使った飛行制御情報による修正を、最大で1秒間に40回も必要とする。この不安定ゆえに優れた旋回性能を期待された（CCVの手法のひとつ）。また、揚力と迎え角の相互拡大の結果として翼を破壊してしまうダイバージェンス対策として、充分な剛性を持つ翼を軽量に仕立てるために先進的な複合材成型技術（空力弾性テーラリング）も必要とした。
グラマン社によって2機のX-29Aが製造された。製造コストを低く抑えるために、前部胴体はF-5、降着装置（脚部）はF-16、エンジンはF/A-18、油圧系はA-6からと、かなりの部分を現用機より流用し作成されている。初飛行は1984年、その後10年以上に渡って試験が続けられた。1985年12月13日に、2機のうち1機が、前進翼航空機による初の超音速水平飛行を達成した。X-29Aは、迎え角45度までの間で、素晴らしい操縦性と機動性を実証した。
飛行制御システムは、3重の冗長性を備えたデジタルコンピュータによるものであり、バックアップとして3重のアナログコンピュータを備えていた。システム全体としての不具合発生率は、ふつうの飛行機の機械的な不具合発生率と同じくらい小さいと見積もられた。
X-29は1984年から1992年まで9年間で442回の研究任務で空を飛んだが、同時期、F-117の配備と実戦投入が進み成果を収めたことから、軍用機の開発においてはX-29が示してきた高度な機動性能よりもステルス性能が優先される流れとなった。
1号機は国立アメリカ空軍博物館に展示されている（2004年現在）。
2号機はドライデン飛行研究センターに展示されている（2009年現在）。
フルスケールモデルが国立航空宇宙博物館に展示されている（2009年現在）。

## X-29が実証した技術

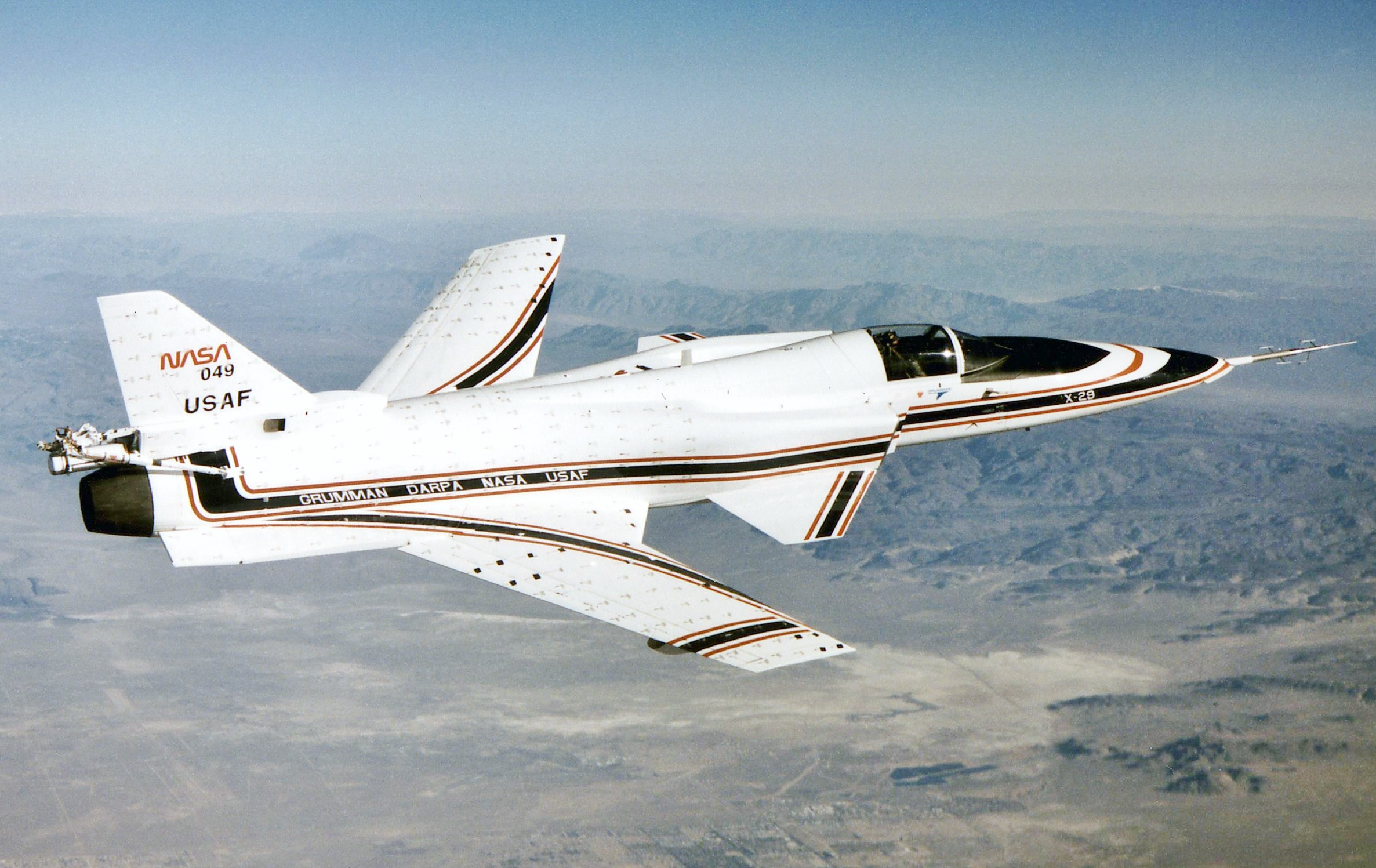
右から見たX-29。機首先端にはピトー管が、排気ノズル（後端の黒い部分）直上にはスピンからの回復用パラシュート（スピンシュート）がある。主翼上面や胴体にはタフト（気流糸）らしきものも見える

3重デジタルフライ・バイ・ワイヤ
前進翼
スーパークリティカル翼型
空力弾性テーラリング
クロースカップルドカナード
高迎え角飛行

### Vortex Flow Controller
Vortex Flow Controller(省略表記はVFC)とは日本語に訳せば渦流制御器になる。この技術は機体表面に微量のガスを噴射し、機体表面に気流の渦を発生させる。そして気流の渦でできた負圧により機首の動きを制御する装置である。気流の渦での機首角度の変化を他の事例で例えれば野球のボールを投げた際の変化球をイメージすると良い。これを用いることで尾翼の存在がほとんど不要になる。大迎角飛行でも機敏な姿勢制御が行える技術である。

## 仕様・性能
- 乗員: パイロット1名
- 全長: 14.66 m
- 全幅: 8.29 m
- 全高: 4.3 m
- 空虚重量: 6,170 kg
- 最大離陸重量: 7,990 kg
- エンジン: GE製 F404-GE-400 × 1
- 推力 (A/B ON): 71.3 kN（7,270 kgf）
- 最高速度: 1,930 km/h（マッハ 1.6）
- 航続時間: 約1時間
- 上昇限度: 15,240 m（50,000 ft）

## 年表
- 1931年: 前進翼グライダーの風洞実験
- 1970年代: 複合材料の使用が始まる
- 1977年: DARPAと空軍飛行力学研究所（現ライト研究所）が前進翼の概念実証機を提案
- 1981年12月: グラマンが主契約者に選定される
- 1984年12月14日: 1号機が初飛行
- 1989年5月23日: 2号機が初飛行
- 1992年5 - 8月: 2号機を改造して、60回に渡るVFC試験飛行を実施
- 1997年9月25日: ロシアの前進翼機Su-47（当時S-37）が初飛行

## 登場作品
漫画・アニメ
『エリア88』
ストーリーの最終盤で主人公の風間真がこの機体を入手し、実戦可能な状態に改造し戦闘に用いるが、長時間の戦闘の末に燃料切れになってしまい、機体の放棄を余儀なくされた。
ゲーム
『エースコンバットシリーズ』
『エースコンバット2』『5』『ZERO』『X』『X2』『3D』でプレイヤー機として使用可能。
『サイドワインダーシリーズ』
『サイドワインダー２』でプレイヤー機として使用可能。『サイドワインダーⅤ』には「X-29Z」という本機をモデルにした架空機が登場し使用可能。外見はX-29だが非常に加速能力が高く、敵のエース部隊である「ジルファルコン（正式名称「AGL第七要撃飛行隊」）の「ジェイク・ラッセル」がゲーム後半で搭乗する。
『F29 RETALIATOR』
近未来での活躍を期待されている戦闘機 ロッキードYF-22A と グラマンX-29 のフライトシム。「YF-29」として登場する。